# Heike Habermann

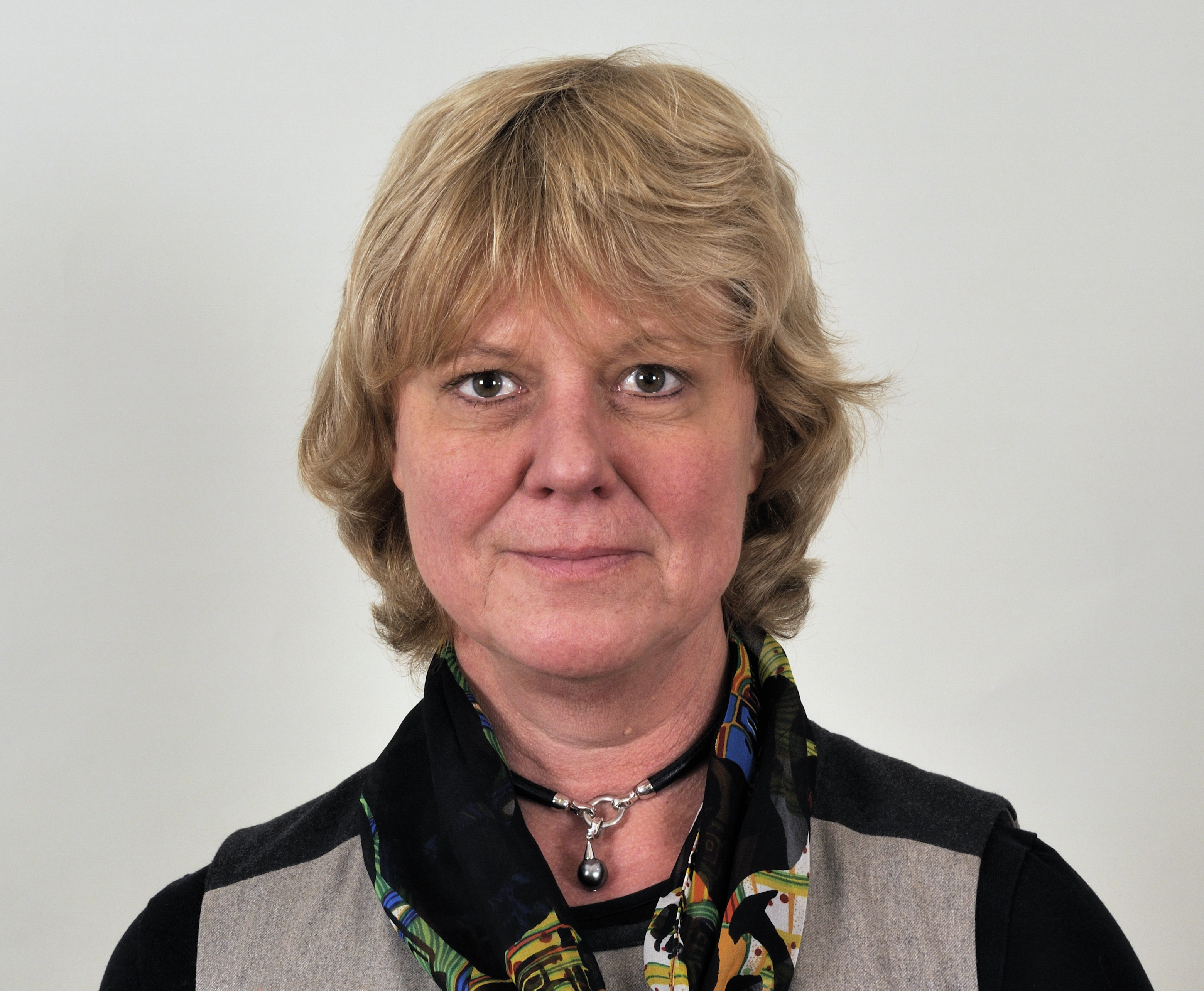
Heike Habermann (2013)

Heike Habermann (* 29. Mai 1955 in Offenbach am Main) ist eine deutsche Politikerin (SPD) und Diplom-Pädagogin. Sie war Mitglied und von 2014 bis 2019 Vizepräsidentin des Hessischen Landtages.

## Leben
An das Abitur 1974 an der Rudolf-Koch-Schule in Offenbach schloss sich ein Studium der Pädagogik an der Johann-Wolfgang-Goethe-Universität in Frankfurt am Main an, welches Habermann 1978 mit Abschluss beendete. 1979 trat sie der SPD bei. Im Anschluss arbeitete sie als Dozentin, unterrichtete schließlich in den Jahren 1992 bis 1999 als Sozialpädagogin an der August-Bebel-Schule in Offenbach.
Habermann ist mit dem SPD-Politiker Harald Habermann verheiratet, hat eine Tochter und wohnt im Offenbacher Stadtteil Bieber. Ansässig ist sie jedoch in dem SPD-Ortsverein Offenbach-Innenstadt. Der breiten Öffentlichkeit wurde sie durch die Herausgabe eines Akt-Kalenders für das Jahr 2007 bekannt.
Bei der Landtagswahl in Hessen 2008 am 27. Januar 2008 und der Landtagswahl in Hessen 2009 trat Habermann für den Wahlkreis Offenbach-Stadt als Direktkandidatin an, unterlag jedoch Stefan Grüttner, dem Kandidaten der CDU. Bei der Landtagswahl in Hessen 2013 trat sie erneut im Wahlkreis Offenbach-Stadt an und unterlag sie erneut gegen ihren CDU-Herausforderer, Stefan Grüttner. Dennoch gelang ihr der Einzug in den Landtag, über einen Listenplatz der Partei.
Habermann war von 1999 bis 2019 Mitglied des Hessischen Landtages. Ihr Mandat übte sie mit dem Schwerpunkt auf Integrations- und Bildungspolitik aus. Für die Landtagswahl in Hessen 2013 war sie designierte Bildungsministerin im Schattenkabinett von Thorsten Schäfer-Gümbel.
Von 2014 bis 2019 war sie Vizepräsidentin des Hessischen Landtags in Wiesbaden. Bei der Landtagswahl in Hessen 2018 trat sie nicht mehr zur Wahl an.